# يوسف فهمي الجزايرلي
يوسف فهمي الجزيرلي (1881-1973 ) شاعر مصري.

## الإنتاج الشعري
له عدد من القصائد ضمن ديوان «ثوار» - الهيئة المحلية لرعاية الفنون والآداب - الإسكندرية، وقصائد أخرى ضمن «ديوان الإسكندرية» - الهيئة المحلية لرعاية الفنون والآداب - الإسكندرية - 1966، ونشرت له صحف عصره من أمثال صحيفة «الإمام» و«أدبي» و«السياسة» وصحيفة «البصير» عددًا من القصائد. إضافة إلى عدد من القصائد باللغة الفرنسية نشرتها له بعض الصحف الأجنبية التي كانت تصدر في الإسكندرية على زمانه فشعره نزعة وطنية ثائرة، فقد أوقف جُلَّ شعره على مواكبة أحداث ثورة يوليو (1952)، وتسجيل منجزاتها التي تمثلت في إعلان الجمهورية، وبناء السد العالي، وغير ذلك من المنجزات. مجد في شعره كفاح الأقطار العربية من أجل الاستقلال، ونيل الحرية، ينحاز للكادحين من طبقة العمال والفلاحين، وله شعر في الوصف، كما كتب في الحنين، ومعالجة الذكرى، إلى جانب شعر له في المديح النبوي، يميل إلى الشكوى، ومشاركة الطبيعة البوح والآلام على عادة المهجريين من الشعراء. وله شعر في الغزل الذي يمزج فيه بين العفة، والمصارحة، وكتب المعارضة الشعرية كما كتب معبرًا عن مدى حبه لأولاده، وتفانيه في إسعادهم والحدب عليهم. تتسم لغته بالطواعية، وقوة العبارة. التزم النهج الموروث في بناء قصائده.

## مؤلفاتة
- موسوعة الجزايرلي لأسماء شوارع الإسكندرية
- سكندريات
- صحائف من تاريخ الادب العربي
- أرض البطولة الجزائر
- اسكندرية في فجر القرن العشرين
- الأمة العربية وامكانياتها الاقتصادية
- الادب المقارن بين ادباء العرب ونخبة من ادباء الفرنسيين
- ديوان شعر.[2]

## الوفاة
توفي في 23 أكتوبر عام 1973م بعد ان سمع في الإذاعة عن حدوث ثغرة عسكرية للقوات المصرية في حرب أكتوبر.